# Пабло Пујол
Пабло Пујол (шп. Pablo Puyol; Малага, 26. децембар 1975) је шпански глумац, певач и плесач. Прво је уписао биологију, да би је напустио и завршио Вишу глумачку школу у Малаги. Први пут је као глумац наступио у фебруару 1999, у мјузиклу „Бриљантин“, у мадридском позоришту „Лопе де Вега“. Исте године такође је наступао у истом позоришту у представи „Лепотица и звер“. Након неколико мањих улога на телевизији и филму, одиграо је запажену улогу у популарној серији „Корак напред“, у којој су до изражаја дошле, поред глумачких, и његове плесачке способности. На основу те серије, настала је плесачка група УПА денс, чији је Пабло био члан и која је продала преко 600.000 копија свог албума. Група се распала 2004. Такође је учествовао у најновијој сезони серије „Серанови“.
Године 2005. објавио је један поп-рок албум, под називом Déjame (Остави ме), који није имао много успеха у Шпанији. Две године касније, објавио је још један албум, Sigue la luz (Следи светлост), који је доспео на француске листе, али не и на шпанске.
Снимио је неколико филмова, који нису доживели неки већи успех. Године 2005. снимио је 20 centimetros (20 центиметара), мјузикл који говори о јендом транссексуалцу који пати од нарколепсије. Филм је добио више награда на Филмском фестивалу у Малаги. Две године касније, снимио је Chuecatown (Чуекатаун) који говори о познатом геј кварту Чуеки у Мадриду.

## Филмографија
- 2000: En malas compañías — краткометражни филм
- 2002: Piedras — играни филм
- 2002: Boys Briefs 2 - En malas compañías — играни филм
- 2002—2005: Корак напред — ТВ серија
- 2004: Tánger — играни филм
- 2005: 20 centímetros — играни филм
- 2006: Tirando a Dar — ТВ серија
- 2006: No te Duermas — играни филм
- 2007: No Quiero — краткометражни филм
- 2007: Chuecatown — играни филм
- 2008: Clandestinos — играни филм
- 2008: Серанови — ТВ серија
- 2008: Generación Df — ТВ серија
- 2009: La conjura de El Escorial — ТВ серија
- 2009: Prime Time — ТВ серија
- 2010: Bad People — ТВ сњерија
- 2010: Las Chicas de Oro — ТВ серија
- 2012: Keka Merino — играни филм
- 2012: Stamos okupados — играни филм